# Marmagen
Marmagen ist ein Handwerkerdorf in der Eifel mit ca. 1600 Einwohnern. Die ehemals eigenständige Bürgermeisterei ist seit 1969 Ortsteil der Gemeinde Nettersheim im Kreis Euskirchen. Marmagen gilt als ältester Ort des ehemaligen Landkreises Schleiden und wird zurückgeführt auf den römischen Vicus Marcomagus an der Römerstraße Trier–Köln, der bereits in römerzeitlichen Wegeverzeichnissen des 2. bis 4. Jahrhunderts erwähnt wird. Nach einer 700-jährigen Geschichte als Klosterdorf im Besitz der naheliegenden Prämonstratenserabtei Steinfeld entwickelte sich in Marmagen seit dem Beginn des 19. Jahrhunderts eine ausgeprägte Handwerkskultur im Bausektor. Heute versteht Marmagen sich als Naturerlebnis-Dorf in der Gemeinde Nettersheim.

## Geographie

### Lage

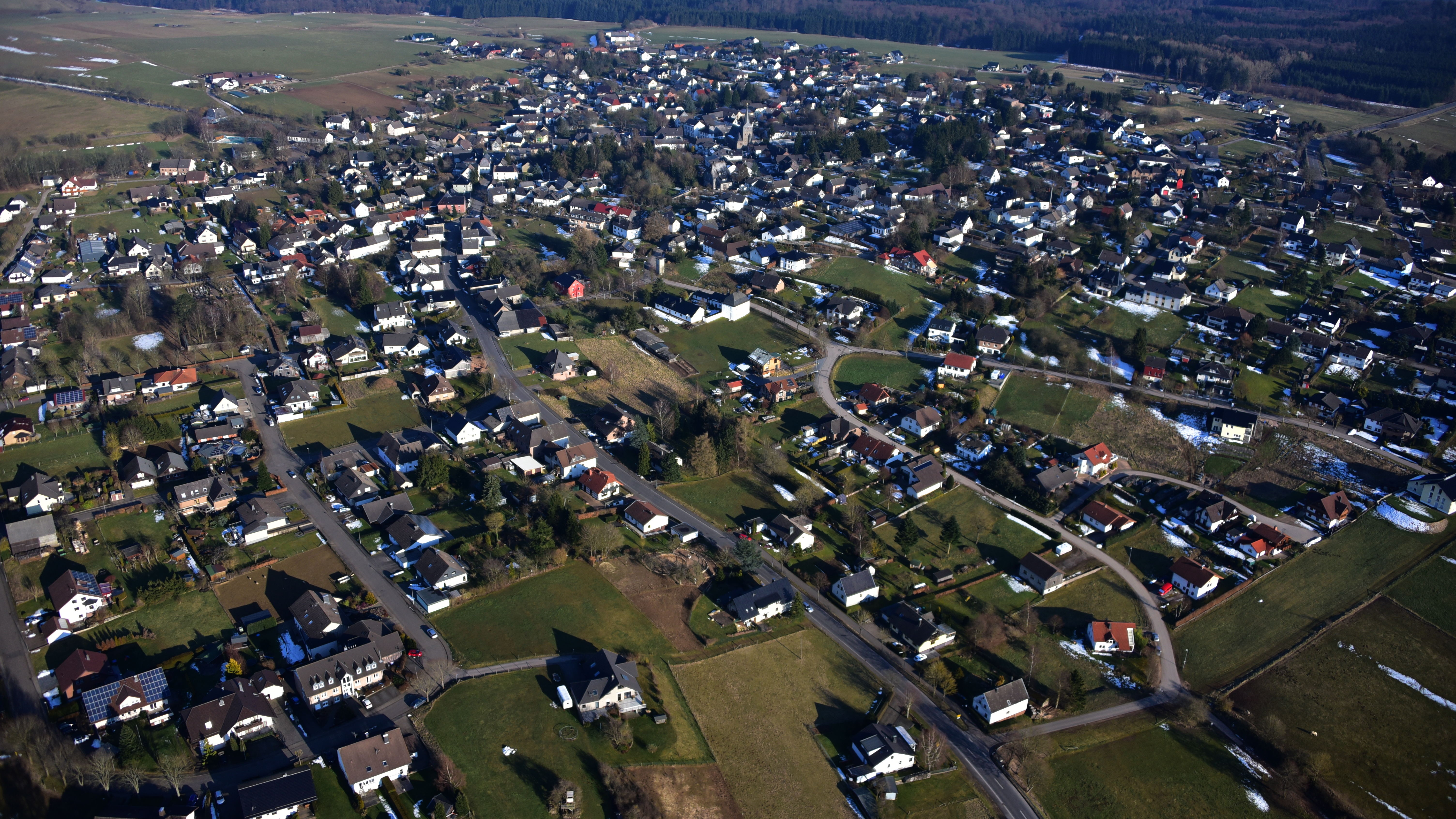
Marmagen, Luftaufnahme (2016)

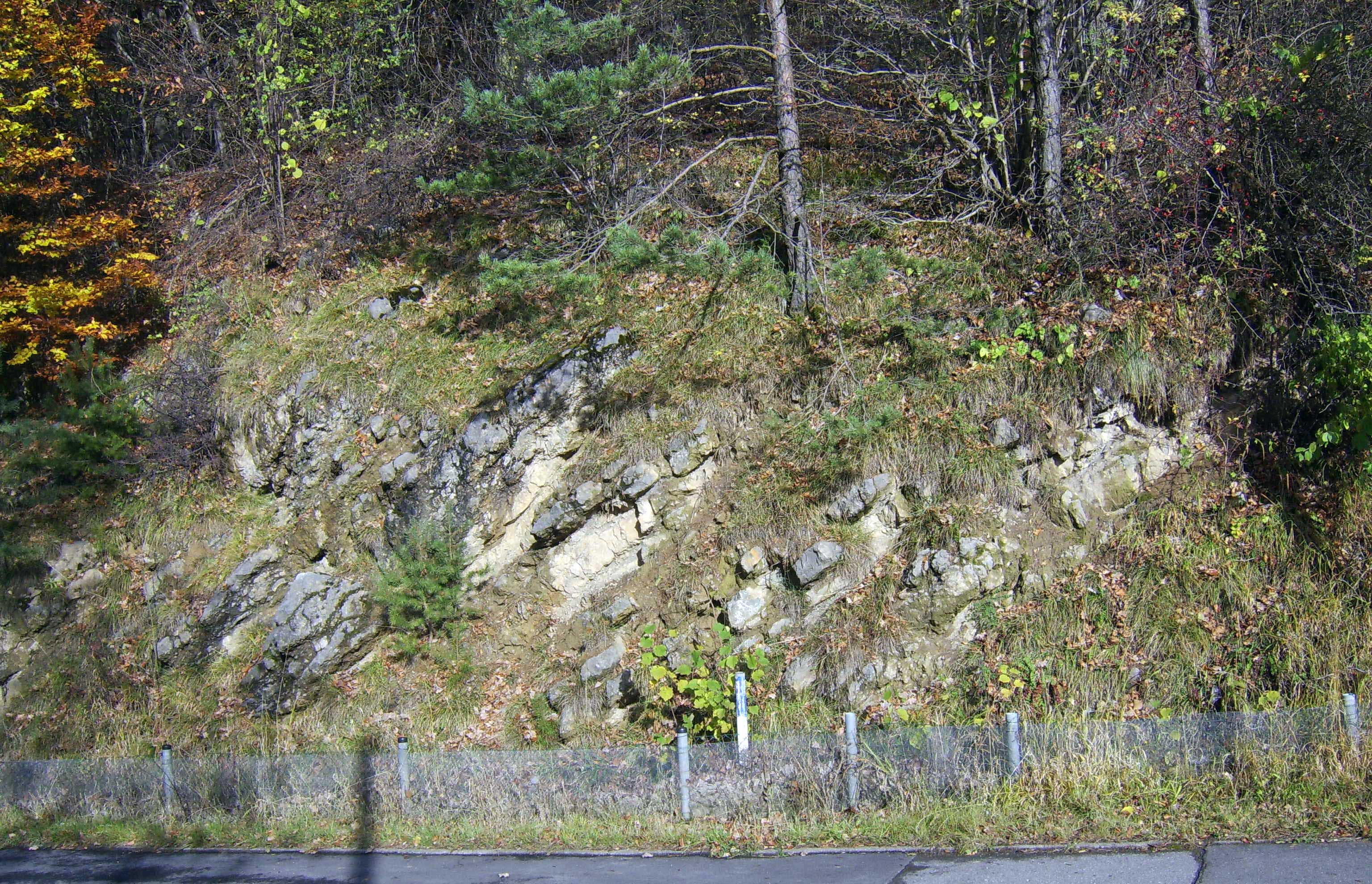
Mitteldevonischer Kalkstein im geologischen Aufschluss Schleidener Straße

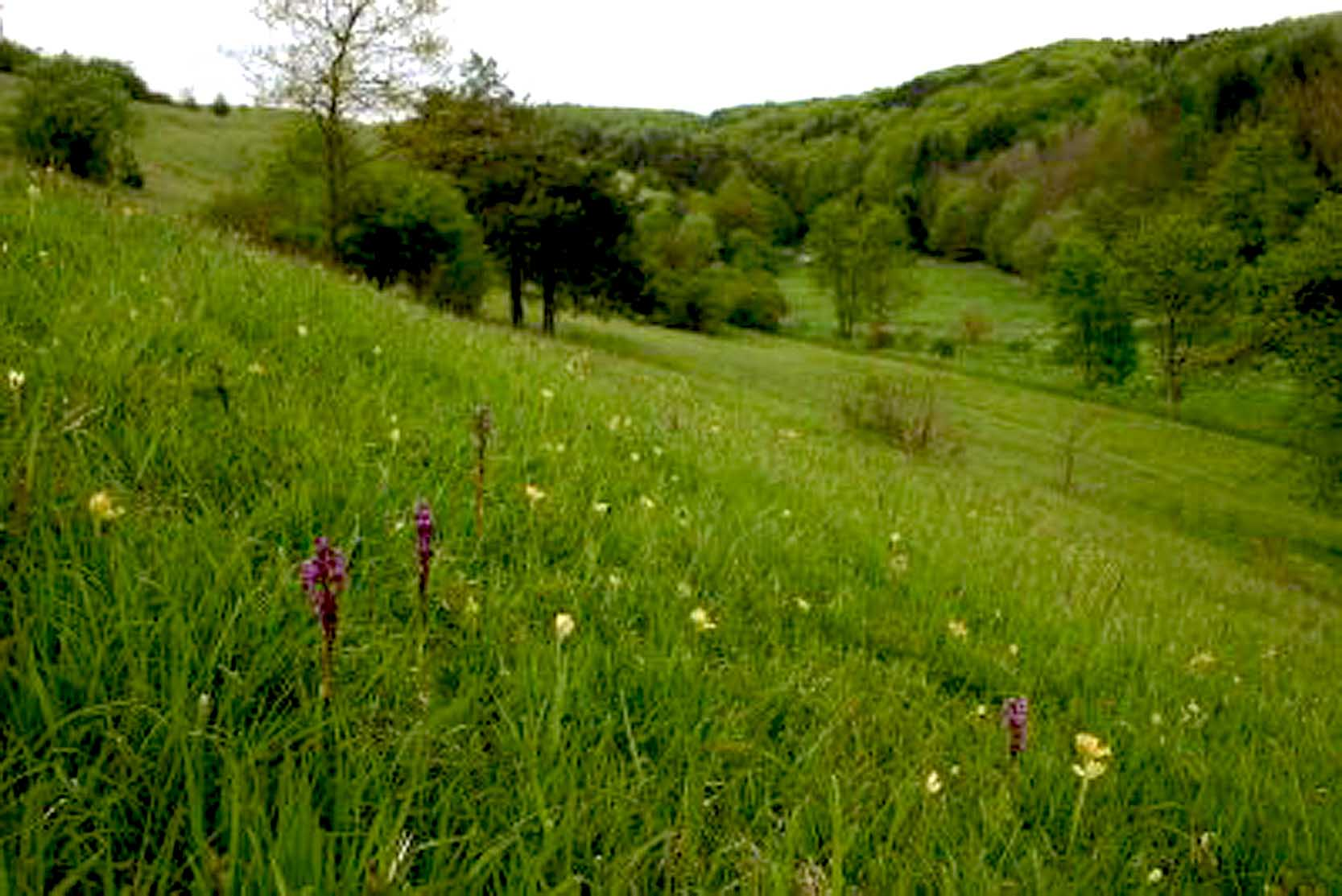
Orchideenwiese im Naturschutzgebiet Gillesbachtal bei Marmagen

Marmagen liegt im deutsch-belgischen Naturpark Hohes Venn-Eifel. Die Gemarkung Marmagen wird im Osten durch das Urfttal, im Süden von der Bundesstraße 258 (Blankenheim – Schleiden) und im Westen von den Tälern des Marmagener Baches und des Gillesbaches eingeschlossen. Im Norden grenzt sie entlang der Kreisstraße 59 an die Gemarkung Nettersheim. Mit ihren ausgedehnten Waldbeständen (Flächenanteil 65 %) nimmt sie einen großen Teil der sogenannten Marmagen-Nettersheimer Hochfläche (540 bis 600 m ü. NHN) ein.
Zur Gemarkung Marmagen gehört auch der Weiler Bahrhaus, Milzenhäuschen und die Wüstung Stritterhof.
Kartografisch ist die Gemarkung Marmagen auf der vom Landesvermessungsamt Nordrhein-Westfalen herausgegebenen Topographischen Karte TK 25 Blatt 5505 Blankenheim dargestellt.

### Geologie, Vegetation
Geologisch wird die Gemarkung Marmagen im Nordwesten von den südwestlichen Ausläufern der Sötenicher Kalkmulde erreicht. Den waldbedeckten größeren Teil der Gemarkung bilden Klerfer Schichten des Mitteldevon mit Sandstein-Konglomeraten und Tonschiefer. Die geologische Struktur der Gemarkung Marmagen ist durch einen Geologischen Wanderpfad erschlossen.
Ein weithin bekanntes Landschaftsschutzgebiet ist das Gillesbachtal nordwestlich von Marmagen. Hier auf den Ausläufern der Sötenicher Kalkmulde finden sich großflächige, intakte und artenreiche Kalkmagerrasen mit einem großen Arten- und Individuen Reichtum an Insekten und anderen Gliedertieren. Das Schutzgebiet zeichnet sich durch einen außergewöhnlichen Reichtum an gefährdeten Pflanzenarten aus. Zahlreiche Orchideen blühen im Mai/Juni, darunter riesiges Vorkommen der Mücken-Händelwurz. Zudem gibt es hier Massenvorkommen der Kuhschelle – dem größten in der Eifel – von Deutschem Enzian und Gewöhnlichem Fransenenzian.
Das Marmagener Bach-Tal, westlich des Ortes gelegen, birgt zwei Feuchtbiotope, den Hermann-Löns-Teich und den Marmagener Mühlenteich. Im östlichen steilen Talhang des Mertesberges befindet sich die Fuchshöhle, ein 6 m tiefer Erdgang im Dolomitkalkgestein, der zwei unterirdische Kammern verbindet. Die Höhle entstand im 18. Jahrhundert bei Versuchsgrabungen für ein vermutetes Silbererz-Vorkommen.
Die Marmagener Waldbestände weisen neben den im 19. Jahrhundert angesiedelten Fichten-Kulturen, verschiedene, teils seltene Buchenwaldtypen auf, darunter Perlgras-, Bärlauch, Zahnwurz- und Blaugras-Buchenwald. Auch werden die historisch typischen Eifeler Eichenbestände wieder systematisch vermehrt.

### Klima
Marmagen ist seit dem Jahre 1993 staatlich anerkannter, heilklimatischer Erholungsort. Aufgrund der Lage zwischen 450 und 590 m ü. NHN weist der Ort in den Sommermonaten ein reizmildes Klima auf, das in den Wintermonaten in einzelnen Jahren in ein reizmäßiges Klima übergehen kann.
Durch die Höhenunterschiede zwischen den Tälern und den kuppigen Hochflächen ergibt sich eine breite Skala von Klimabedingungen, die der Gast und die Einwohner als wichtigen Erholungsfaktor nutzen können. Da belastende Faktoren, wie Schwüle oder Nebel, nur selten auftreten, und wegen des Waldreichtums, des geringen Verkehrsaufkommens und des Fehlens immissionsträchtiger Betriebe herrschen in und um Marmagen gute Luftreinheitsbedingungen.
|                        | Jan | Feb | Mär | Apr | Mai  | Jun  | Jul  | Aug  | Sep  | Okt | Nov | Dez |   |     |
| Mittl. Temperatur (°C) | 0,5 | 0,6 | 3,5 | 6,1 | 10,7 | 13,4 | 15,6 | 15,5 | 12,2 | 8,2 | 3,8 | 1,6 | ⌀ | 7,7 |
|                        |     |     |     |     |      |      |      |      |      |     |     |     |   |     |
| Niederschlag (mm)      | 83  | 68  | 77  | 62  | 66   | 70   | 72   | 56   | 66   | 70  | 80  | 91  | Σ | 861 |
|                        |     |     |     |     |      |      |      |      |      |     |     |     |   |     |
| Sonnenstunden (h/d)    | 2,2 | 3,2 | 4,6 | 6,6 | 7,9  | 7,8  | 8,4  | 8,1  | 6,1  | 4,5 | 2,5 | 1,8 | ⌀ | 5,3 |

|  |

|  |

|  |

|  |

|  |

|  |

|  |

|  |

|  |

|  |

|  |

|  |

|  |

|  |

|  |

|  |

|  |

|  |

|  |

|  |

|  |

|  |

|  |

|  |

## Geschichte

### Kelten und Römer (Vorgeschichte)

Römischer Grabfund aus dem Jahre 1957

Marmagen ist dem Namen nach keltischen Ursprungs. Die keltogallische Endung „-magus“, die im Rheinland mehrfach anzutreffen ist (zum Beispiel Recomagus = Remagen, Durnomagus = Dormagen), wird als „Ort, Flecken“ gedeutet und der Name „Marcomagus“ mit „Grenzort“ übersetzt, da dieser Ort im Grenzbereich der Stammesgebiete von Treverern und Eburonen lag. Andere Interpretationen übersetzen den Namen mit „Roßfeld“.
Siedlungsgeschichtlich wird Marmagen zurückgeführt auf Marcomagus und marcomago vicus, ein Vicus an der römischen Fernstraße von Trier nach Köln. Diese römische Straßenstation spielte in der Provinz Germania inferior eine bedeutende Rolle. Sie ist sowohl im Itinerarium Antonini, dem römischen Wegeverzeichnis des Kaisers Caracalla (198–217), das im 3. Jahrhundert überarbeitet wurde, als auch auf der Tabula Peutingeriana verzeichnet, einer im 16. Jahrhundert aufgefundenen römischen Weltkarte mit der Darstellung des römischen Straßennetzes des 1. bis 4. Jahrhunderts.
Unklar ist, wo genau der entsprechende römische Vicus unter den zahlreichen römerzeitlichen Fundstätten auf der Nettersheim-Marmagener Hochfläche zu lokalisieren ist. In der Ortslage Marmagen wurde 1957 ein römisches Brandgrab mit Keramik-Beigaben aus dem 2. Jahrhundert entdeckt. Funde von alten Straßen sind zahlreich, ihre zeitliche Einordnung ist aber unbestimmt. Da typische römerzeitliche Siedlungsspuren in Marmagen fehlen, wird von einer Siedlungsverschiebung nach der Römerzeit ausgegangen, wie sie anderenorts als „fränkische Siedlungsverschiebung“ nachgewiesen ist.

### Leben unterm Krummstab (10.–18. Jahrhundert)
Marmagens Geschichte von den mittelalterlichen Anfängen bis zur Säkularisation ist aufs Engste mit der nur drei Kilometer entfernt liegenden ehemaligen Prämonstratenserabtei Kloster Steinfeld verbunden. In einem kontinuierlichen Prozess über Jahrhunderte erwarb der Abt von Steinfeld alle weltlichen und kirchlichen Rechte in Marmagen und das Klosterdorf Marmagen entwickelte sich zur wichtigsten Einnahmequelle der Abtei. Auf diesem Hintergrund sind Orts- und Kirchengeschichte von Marmagen bis zum Ende des 18. Jahrhunderts untrennbar miteinander verwoben.

#### Die Ritter von Marmagen
Erste mittelalterliche Hinweise auf Marmagen finden sich im 11. Jahrhundert. Aus einer Papst-Urkunde Alexanders II. von 1069 ist ersichtlich, dass Marmagen zu einem „Gut Steinfeld in der Erzdiözese Köln“ gehörte, einem Vorläufer des späteren Klosters Steinfeld, das sich zu dieser Zeit im Besitz des Bischofs Udo von Toul (Frankreich) aus dem Hause Limburg befand.
Der lateinische Text lautet Steinveld ex integro cum banno, quod est in episcopatu coloniensis.
Der jährliche Ertrag dieses Alodiums, wurde mit 50 Pfund Silber angegeben, eine enorme Größenordnung, die darauf schließen lässt, dass große Teile des heutigen Südkreises Euskirchen um Steinfeld herum zu diesem Besitztum gehört haben müssen.
Als Teil dieses Gutsbesitzes kam Marmagen im 12. Jahrhundert an die Grafen von Aare und Dietrich von Aare stattete 1121 das von ihm neu gegründete Kloster Steinfeld mit diesem Besitztum aus. Seit dem 12. Jahrhundert gehörte Marmagen somit zur „Herrschaft Steinfeld“ im Erzbistum Köln und wurde vom kurkölnischen Amt Hardt auf der Hardtburg bei Bad Münstereifel verwaltet.
Die älteste mittelalterliche Erwähnung Marmagens findet sich in einer Urkunde des Kölner Erzbischofs Philipp I. von Heinsberg aus dem Jahre 1187. Dieser bestätigte dem Kloster Steinfeld den Besitz eines Herrenhofes mit zwölf Mansen zu Marmagen.

Schöffensiegel aus dem Jahre 1487: Zwei Heilige: Links der Patron des Ortes, St. Laurentius, rechts vermutlich St. Sebastianus. Von der Legende ist nur das Bruchstück: „…IN MARM…“ erhalten.

 1255 verbot der Kölner Erzbischof seinem Drosten im Amt Hardt, von den Leuten der Abtei Steinfeld „die bei Marmagen leben“ Abgaben zu erheben, da diese alleine dem Kloster zustehen sollten.
Zur gleichen Zeit traten Herren von Marmagen in Urkunden Kölner Erzbischöfe auf. Bekannt sind Theodoricus von Marmagen (1267), Marselius von Marmagen (1270), Hermann von Marmagen (1283) und Gerhard von Marmagen (1282). Für ihre verstorbenen Frauen ließen sie Memorien im Kloster Steinfeld lesen, wie ein Nekrolog aus dem 13. Jahrhundert belegt. Arnold von Marmagen wurde bekannt als Helfer des Kölner Erzbischofs beim Strafgericht über die Burg Zievel (Mechernich) im Jahre 1354. Erhalten aus dieser Zeit ist heute ein bewehrtes Gehöft, „Alte Burg“ genannt (siehe Sehenswürdigkeiten).
Die enge Bindung an die erstarkende Abtei Steinfeld, die ihre Interessen im Marmagen mit der Rückendeckung des Kölner Erzbischofs sowohl gegen den Grafen von Jülich als auch gegen die Herren von Manderscheid durchzusetzen verstand, verhinderte eine eigenständige Entwicklung des Rittergeschlechtes von Marmagen. Der letzte bekannte Ritter ist Iwan von Marmagen, der 1401 als Zeuge in einem Rechtsstreit zwischen dem Kölner Domkapitel und dem Abt von Steinfeld auftrat.
Seit 1315 übte der Abt von Steinfeld die Gerichtsbarkeit über die „Herrlichkeit Marmagen“ aus. Im Jahre 1356 kam es zu einem Rechtsstreit zwischen dem Herzog von Jülich und dem Erzbischof von Köln über einen in Marmagen errichteten Galgen. Das „Weisthum der Schöffen von Marmagen“ stammt aus dem Jahre 1401, und wurde jährlich am Gerichtstag des Abtes in Marmagen verlesen. Wie das Verzeichnis der Hausgerechtigkeiten des Abtes Michael Kuell von 1718 belegt, kam die Abtei bis zum Ende des Alten Reiches in den Besitz fast aller Marmagener Haus- und Hofstätten. Die wenigen Güter, die zuvor den Grafen von Blankenheim oder den Herren von Wildenburg gehörten, hatte Steinfeld zwischenzeitlich erworben.

#### Die Marmagener Kirchengift

Blatt aus dem Liber valoris 1308 mit den Pfarreien des Eifeldekanates

Während die weltliche Gerichtsbarkeit schon früh an den Abt von Steinfeld gelangte, lag die Marmagener Kirchengift, das Besitztum der Pfarre und der Pfarrkirche, in den Händen der Grafen von Jülich, die die Marmagener Präbende als Erblehen an ihre Vasallen vergaben.
Schon 1308 ist im „Liber valoris“, einem Steuerverzeichnis des Kölner Erzbischofs Heinrich II. von Virneburg, für Marmagen eine Pfarrpfründe bezeugt. Die dort angegebene Taxierung der Einnahmen des Pfarrers von Marmagen ist nicht mehr zu entschlüsseln. Sie belegt aber, dass es sich bereits um eine echte Pfarrpfründe gehandelt hat. Diese bestand um 1400 aus 15 Morgen Acker- und Weideland, die der Pfründeinhaber als Pfarrherr zur Bewirtschaftung an Bauern vergeben konnte, welche ihm dafür den „Zehnten“ Teil ihres Ertrages jährlich an St. Martin abliefern mussten. Im Gegenzug verpflichtete sich der Pfarrherr, die Kirche in baulich gutem Zustand zu halten und einen Pleban zu bezahlen, wenn er sein Amt nicht selbst vor Ort ausübte. Das Besondere an der Marmagener Kirchengift war, dass dem Besitzer auch das Präsentationsrecht des Pfarrers zukam, das heißt, wer die Kirchengift besaß, konnte den Pfarrer bestimmen.
Im „Jülischen Lehnsrepertorium“ von 1749 sind diese Rechtsvorgänge um die Marmagener Kirchengift seit 1402 aufgezeichnet. Danach stammt die älteste bekannte Lehensurkunde aus dem Jahre 1402. Mit ihr wurde eine Frau, Adelheid von Bergh (Berg vor Nideggen/Eifel), Besitzerin der Pfarre Marmagen. 1432 kam die Marmagener Kirchengift durch Tausch an die Herren von Mirbach, die als Jülische Amtsmänner in Münstereifel residierten. Bis ins späte 18. Jahrhundert wurden sie vom Herzog von Jülich mit dieser Präbende belehnt. Durch Familienstreitigkeiten im Hause Mirbach verkam der Besitz weitgehend und die Marmagener „gemeinen Nachbarn“ beschwerten sich 1584, dass „über hundert Jahr kein rechter Pfarrer mehr seinen Sitz im Ort gehabt habe“. Die Verwüstungen des Dreißigjährigen Kriegs ruinierten schließlich die kirchlichen Güter so weit, dass sich niemand mehr um das Lehnsgut bewarb.
Im 16. Jahrhundert begann die Abtei Steinfeld an Stelle der abwesenden Mirbachschen Pfarrherren die Seelsorge in Marmagen durch eigene Priester besorgen zu lassen und sicherte dies vertraglich mit den Pfarrstelleninhabern ab. 1662 erwarb der Abt durch einen Pfandleihvertrag mit Werner Freiherr von Pützfeld zu Pützfeld das Präsentationsrecht für den Pfarrer von Marmagen. Pützfeld war Vormund eines unmündigen Mirbach-Erben. Als solcher verpfändete er die in dessen Besitz befindliche Marmagener Kirchengift zusammen mit dem Mirbacher Hof in Nettersheim/Eifel dem Steinfelder Abt für 2700 Reichstaler. Damit ging das Präsentationsrecht auf die Abtei Steinfeld über und der Abt konnte jetzt den Pfarrer von Marmagen bestimmen und die Einnahmen der Marmagener Kirche dem Kloster zuführen. Darüber kam es zu einem fast hundertjährigen Prozess zwischen den Herren von Mirbach und dem Abt von Steinfeld vor dem Reichskammergericht, da der Herzog von Jülich die Marmagener Präbende weiterhin an Mirbacherben verlehnte.
Am Ende des 17. Jahrhunderts war der Abt von Steinfeld zugleich weltlicher und kirchlicher Gerichtsherr über Marmagen. Die Bedeutung der Pfarrstelle von Marmagen ist daran erkennbar, dass hier hochrangige Funktionsträger des Steinfelder Konvents – zumeist Priore oder Cellerare – als Pfarrer eingesetzt wurden (siehe Hauptartikel St. Laurentius (Marmagen)).

#### Wirtschaft und Kultur im Klosterdorf

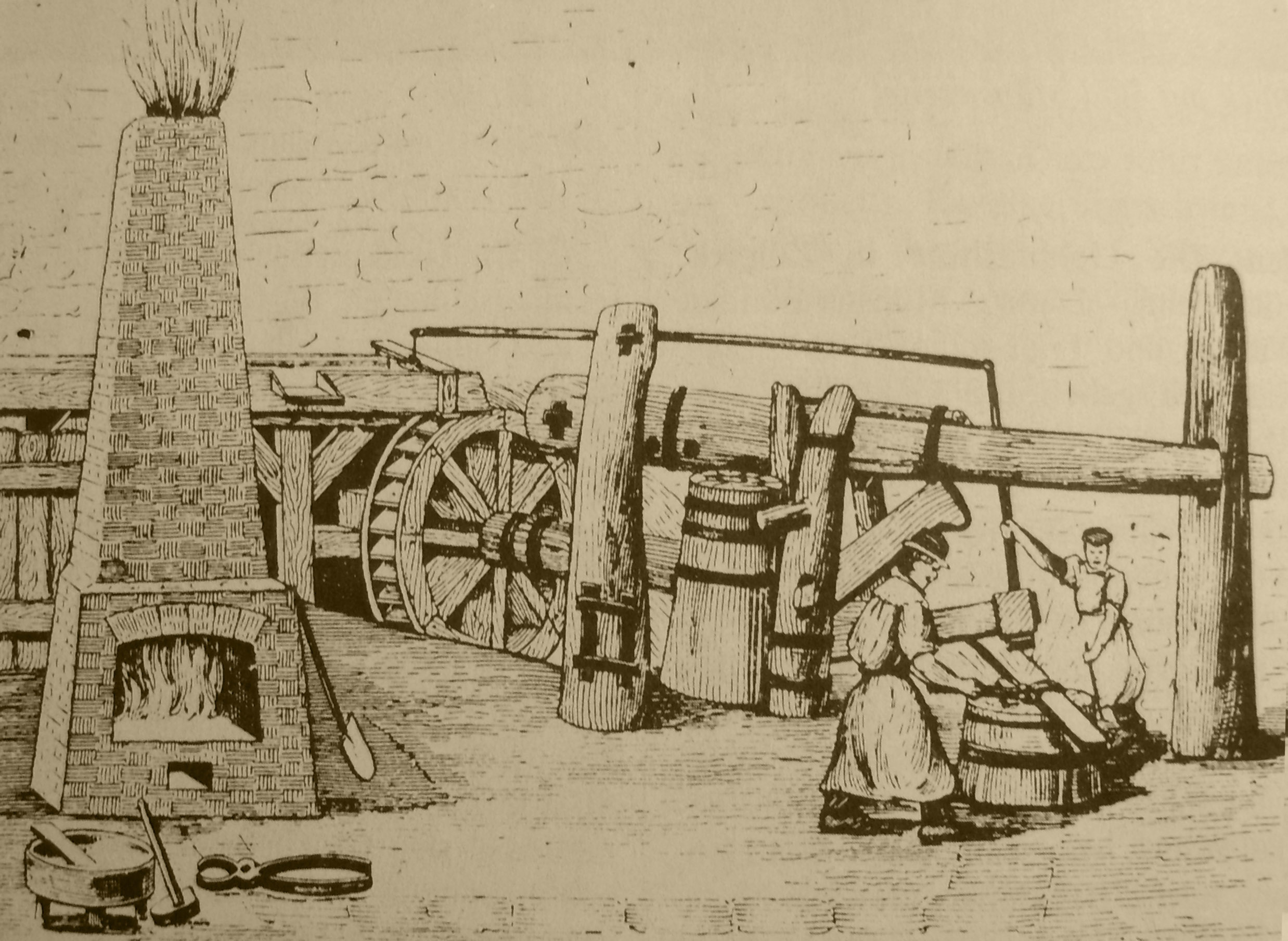
Arbeit in einem Eisenhammer – Zeichnung aus dem 16. Jahrhundert

Das „Klosterdorf Marmagen“ zählte zu Beginn des 18. Jahrhunderts 400 Einwohner. Das Kuell-Verzeichnis von 1718 nennt 82 Hausgerechtigkeiten und 9 Gutshöfe, die sich im Besitz der Steinfelder Abtei befinden. Im „Status animarum“ von 1783, einem anlässlich der erzbischöflichen Visitation erstellten Seelenverzeichniss, werden 90 Häuser mit 463 Christen namentlich genannt.
Land- und Forstwirtschaft wurden zur Selbstversorgung auf grundherrschaftlichen Flächen betrieben. Schon 1523 verteidigte der Abt von Steinfeld erfolgreich sein alleiniges Weiderecht in den Marmagener Fluren gegen die Bewohner von Marmagen, die die zuvor gemeindlichen Wiesen nicht mehr ohne Abgaben an das Kloster beweiden durften.
Seit der Römerzeit förderten die Marmagener Eisenerz im Tagebau. Später wurde dies zur Haupterwerbsquelle neben der Landwirtschaft. Den in sogenannten Pingen geschürften Roteisenstein karrten sie zu den Hammerwerken des Klosters Steinfeld an der Urft, von wo das ausgewaschene Roheisenerz unter anderen an die Lütticher Waffenindustrie geliefert wurde. Die Arbeit in den Pingen gingen von November bis Februar. Um 1650 zahlte der Abt für eine Karre Roteisenstein 3 Gulden.
1782 sicherte sich der Abt von Steinfeld urkundlich das alleinige Nutzungsrecht der Marmagener Erz- und Marmorbrüche. Um 1800 schürften 65 Arbeiter in 23 Gruben rund um Marmagen etwa 500 Tonnen Rot- und Brauneisenstein. Der „Steinfelder Eisenhammer“ in Urft, der sich im Besitz des Klosters befand, gehörte zu den bedeutendsten Eisenwerken der Eifel.
Die „Schlirfter Mühle“ am Marmagener Bach kam 1461 in den Besitz der Kirche und war damit spätestens seit 1662 Eigentum des Klosters Steinfeld. Sie fungierte als Zwangsmühle und die Marmagener Bauern waren verpflichtet, ihr Getreide in dieser Mühle gegen Abgaben mahlen zu lassen. 1680 ließ der Pfarrer die verwüstete Mühle und den Mühlenteich wieder erneuern.
Aus den Aufzeichnungen der Pfarrer von Marmagen lässt sich belegen, dass Ende des 17. Jahrhunderts in Marmagen alle lebenswichtigen Handwerker vertreten waren.
Kulturell konnte Marmagen von der engen Bindung an die Abtei Steinfeld profitieren. Ausschlaggebend dafür war die pastorale Orientierung des Prämonstratenserordens, dessen Steinfelder Niederlassung lange Zeit Maßstab für die ganze Zirkarie Westfalia war.
Schon in der ersten Hälfte des 17. Jh. kann ein Schulhaus angenommen werden. Erster bekannter Lehrer war Fredericus Wiltz († 1678). In seinem Sterbeeintrag im Kirchenbuch von Marmagen dankte ihm der Pfarrer für zwanzigjährige treue Dienste als „ludimagisters und sacristan“ (Schulmeister und Küster). Sein Nachfolger war Leo Heinrich Bönickhausen. Durch sein Wirken in Zusammenarbeit mit dem Pfarrer und vormaligen Steinfelder Prior, Johannes Liessem, erlebte die Marmagener Dorfschule eine erste Blütezeit. Wie ein Kirchenkassenbuch aus dem 17. Jahrhundert belegt, wurde der Lehrer regelmäßig entlohnt und für seine Wohnung Miete gezahlt. 1680 holte man aus Monschau „Leyen“ (Schiefersteine) zur Erneuerung des Schulhausdaches. Der Pfarrer reiste persönlich nach Köln und kaufte „Bücher für die christliche Lehr“, Rosenkränze und 1685 ein „Buch über den großen Krieg“. Auch die Kinder wurden jährlich am Neujahrstag für ihren Fleiß mit „Bildchen“ belohnt.
Im 17. Jahrhundert gründet sich auch die kirchenmusikalische Tradition Marmagens. Ab 1674 werden Sänger und Spielleute erwähnt, die mit Gesang und Instrumenten Gottesdienste in St. Laurentius musikalisch gestalteten. Ebenso wird von Sängerinnen berichtet, die bei den zahlreichen Wallfahrten zum Hl. Hermann-Josef nach Steinfeld oder zu St. Servatius an die Ahekapelle für ihre musikalischen Beiträge entlohnt wurden. Der Lehrer und Sakristan Fredericus Wiltz kann nach den Gepflogenheiten der Zeit als erster Kantor Marmagens gelten.
Mit der französischen Besetzung der Rheinlande ab 1794 und die Auflösung der Abtei Steinfeld 1802 endete die Geschichte Marmagens als Klosterdorf. Die „Mairie de Marmagen“ (Bürgermeisterei Marmagen) kam im Februar 1795 zum neugebildeten Kanton Blankenheim, Arrondissement Prüm im Département de la Sarre mit dem Hauptort Trier und wurde mit weiteren umliegenden Orten vom Kantonbüro in Blankenheim verwaltet. Die Marmagener Gutshöfe aus Klosterbesitz wurden 1807 in Trier versteigert. Eigentümerin mehrerer großer Hofanlagen wurde eine Witwe Lievre aus Nancy.

### Die Bürgermeisterei Marmagen (1815–1969)

#### Verwaltungszugehörigkeit

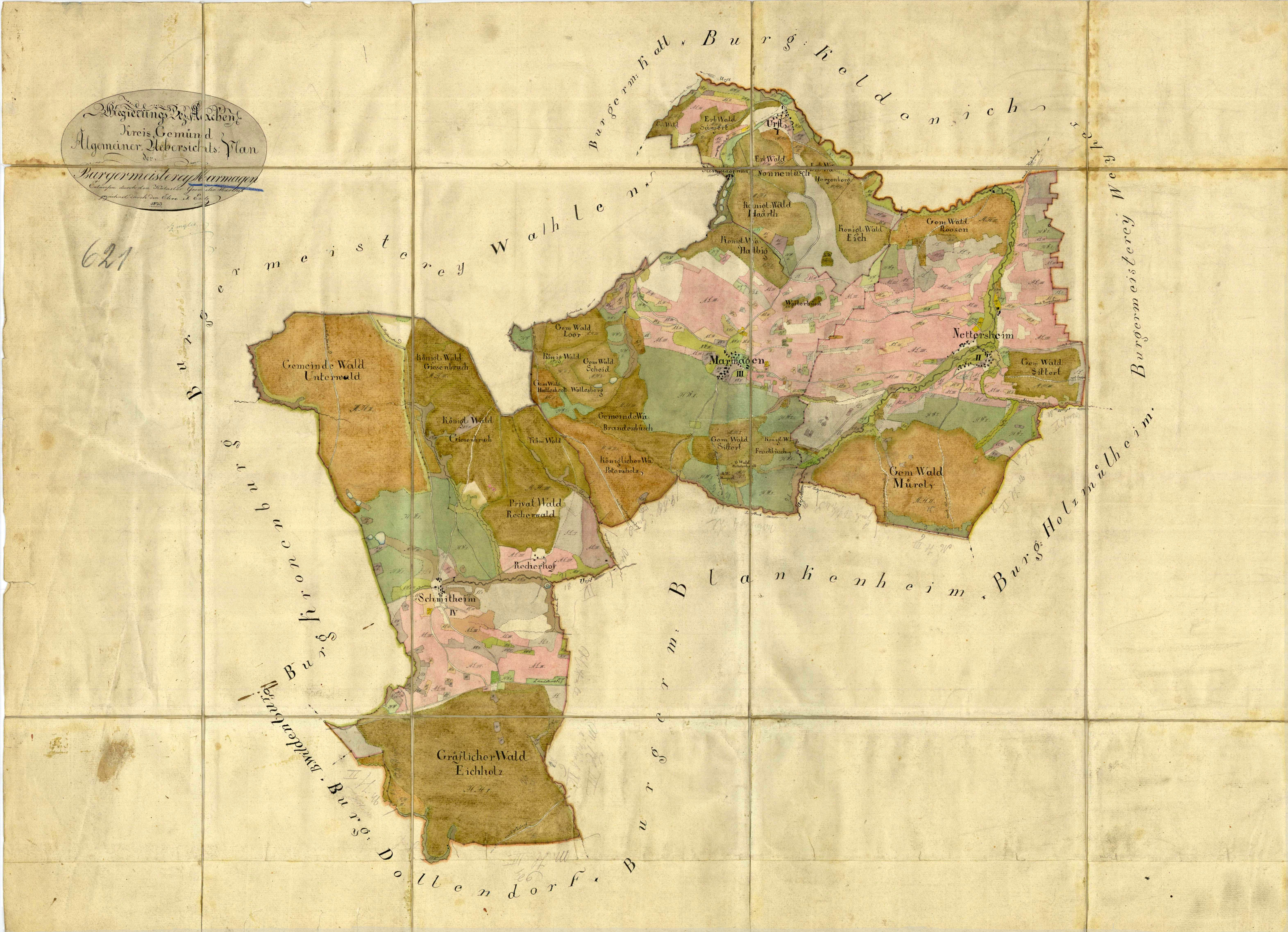
Übersichtskarte: Bürgermeisterei Marmagen um 1823

Nach der Abtretung der Rheinlande an Preußen 1815 infolge der Beschlüsse des Wiener Kongresses wurde eine Bürgermeisterei Marmagen im neu gebildeten Regierungsbezirk Aachen errichtet.
Die Landkreiszugehörigkeit änderte sich durch die preußische Organisationsplanung in den Rheinprovinzen mehrfach. 1815 gehört Marmagen dem Kreis Blankenheim an, dessen Zuständigkeit weitgehend mit dem französischen Kanton Blankenheim übereinstimmte. 1818 wurde dieser aufgelöst und dem Landkreis Gemünd zugeschlagen. 1829 wiederum änderte sich der Name und der Verwaltungssitz des Landkreises. Marmagen war jetzt Bürgermeisterei im Kreis Schleiden und die Stadt Schleiden Sitz des zuständigen Landratsamtes.
Nachdem im Juli 1845 die neue Preußischer Gemeindeordnung für die Rheinprovinz in Kraft trat, wurde Marmagen Amtsbürgermeisterei für Nettersheim, Schmidtheim und Urft, an deren Spitze der vom König ernannte und mit umfangreichen Befugnissen ausgestattete Amtsbürgermeister regierte.
Die Amtsordnung vom 1. November 1934 infolge des preußischen Gemeindeverfassungsgesetzes brachte für Marmagen eine bedeutsame Änderung der Verwaltungsstruktur. Marmagen verlor die Amtsverwaltung, und ein neues Amt in Schmidtheim übernahm die Verwaltung der Bürgermeistereien Marmagen und Kronenburg und deren Ortschaften. Marmagen erhielt einen eigenen Ortsbürgermeister und einen Gemeinderat, der den Etat der Gemeinde eigenverantwortlich gestalten konnte. Diese Verwaltungsordnung hatte bis 1969 Bestand.
Mit der nordrhein-westfälische Kommunalreform von 1969 kam das Ende der Gemeinde Marmagen. Am 5. Oktober 1968 verabschiedeten die Marmagener Gemeindeväter unter dem Druck einer drohenden Zwangsregulierung seitens der Landesregierung einen Gebietsänderungsvertrag, der den Ort Marmagen aus dem Amt Schmidtheim herauslöste und mit zehn weiteren Orten zur neuen Gemeinde Nettersheim zusammenschloss. Als Bestandteil des Gesetzes zur Neugliederung von Gemeinden im Landkreis Schleiden vom 24. Juni 1969 erhielt dieser Vertrag zum 1. Juli 1969 Rechtskraft. Marmagen ist seitdem ein Ortsteil der Gemeinde Nettersheim und trägt den offiziellen Ortsnamen Nettersheim-Marmagen.
Die Eifelhöhen-Klinik Marmagen GmbH war überregional bekannt. Sie wurde im Februar 2020 nach
Insolvenz geschlossen und am 1. Juli 2020 vom Kreis Euskirchen im Rahmen der COVID-19-Pandemie für ein Jahr zur Entlastung anderer Krankenhäuser im Kreis gepachtet.

#### Bevölkerungsentwicklung
Zur Bürgermeisterei Marmagen gehörten um 1820 sieben Wohnplätze (Einwohnerzahlen in Klammern): Dorf Marmagen (420), Dorf Nettersheim (394), Recherhof (11), Rosenmühle (7), Dorf Schmidtheim (361), Schmidtheimermühle (5), Dorf Urft (181). 1827 gehörte auch die ehemalige Steinfelder Hütte in Urft dazu. Unter den insgesamt 1377 Einwohnern der Bürgermeisterei war ein Protestant. Das Gemeindelexikon für das Königreich Preußen auf dem Stand von 1895 nennt für das Dorf Marmagen 123 Wohnhäuser mit 628 Einwohnern, 331 Männer und 297 Frauen. Die Volkszählung von 1939 belegt für den Ort 793 Einwohner.

#### Wirtschaftliche Entwicklung
Unter der französischen Herrschaft erlebte die Eifeler Eisenindustrie noch einmal einen Aufschwung, da sich die teils seit dem 15. Jahrhundert bestehenden Beziehungen zu den westlichen Montanmärkten noch verbesserten. Die französische Verwaltung interessierte sich stark für die Marmagener Eisengruben und ließ sie durch einen Experten begutachten. Bis 1840 wurden noch vereinzelt Schürfrechte vergeben, dann endete die wirtschaftliche Blütezeit.
Die Eifel war unter preußischer Herrschaft Grenzland geworden und die bedeutenden westlichen Absatzmärkte für Eisenwaren wie Lüttich lagen jetzt im Ausland. Auch war die traditionell zur Verhüttung benutzte Holzkohle weit weniger ergiebig, als die immer mehr zum Einsatz kommende Steinkohle, und das auf den Kölner Markt drängende englische Eisen billiger als Eifeler Erzeugnisse.

Bauunternehmer Peter Milz (1836–1910) mit Familie um 1900

Dem Niedergang der Eifeler Eisenindustrie folgte eine große Verarmung der Bevölkerung. Die schlechte Erwerbslage führte in den Jahren 1845 bis 1847 zu einer Hungersnot und die Marmagener Bevölkerung musste, wie anderen Orts auch, durch ein Notprogramm der preußischen Regierung mit Nahrungsmittel und Kleidung versorgt werden.
Durch die Verkehrspolitik der preußischen Regierung und des Landkreises Schleiden besserte sich die wirtschaftliche Lage. 1849 wurde die Landstraße 204 von Kall über Urft und Marmagen nach Schmidtheim gebaut. Damit erhielt die Amtsbürgermeisterei eine erste verkehrsfähige Verbindung ihrer Gemeinden.
1870 wurde die Eifelbahnstrecke Köln–Trier eröffnet, die ursprünglich von Kall über Marmagen nach Schmidtheim geplant war. Der Marmagener Gemeinderat lehnte jedoch auf Initiative der Gräflichen Forstverwaltung in Schmidtheim diese Streckenführung ab, so dass die Bahnlinie im Bogen über den Nachbarort Nettersheim geführt werden musste, wo auch die Bahnstation eingerichtet wurde. Erst die 1884 erbaute Landstraße 205 nach Nettersheim lieferte Marmagen den Anschluss an die Reichsbahnstrecke Köln–Trier.
In den letzten beiden Dekaden des 19. Jahrhunderts entwickelte sich in Marmagen eine Handwerkskultur im Bausektor, die das Dorf zu einer neuen wirtschaftlichen Blüte führte. Der Bauunternehmer Peter Milz (1836–1910) ließ sich 1869 in Marmagen nieder und errichtete ein Sägewerk. In der von ihm entwickelten Bruchstein-Fachwerk Bauweise erbaute er zahlreiche Bahnhöfe und Streckengebäude an der neuen Reichsbahnstrecke. Sein Sohn verlegte das florierende Unternehmen an die Bahnstrecke bei Blankenheim-Wald. Um 1900 beschäftigt Milz 30 Arbeiter in seiner Firma. Er war zu dem Vorsitzender des örtlichen Schulvorstandes und konnte in dieser Funktion Einfluss auf das Schulleben nehmen.
Mit der Flurbereinigung in der Gemarkung Marmagen zwischen 1905 und 1910 entstanden wieder größere Landwirtschaftsflächen, die den Einsatz von Acker- und Mähmaschinen möglich machten.
Zwischen 1907 und 1910 baute die Gemeinde eine Wasserleitung. Eine Schwerkraftpumpe förderte aus dem Gillesbachtal durch eine drei Kilometer lange Steigleitung das Wasser in einen Speicherbehälter oberhalb des Dorfes, von wo aus die Haushaltungen mit Wasser versorgt wurden. In den Jahren 1912 und 1913 wurde ein Niederspannungsstromnetz in Marmagen installiert, für das der Gemeinderat 7600 Reichsmark bereitstellte.

#### Kulturelle Entwicklung

Lehrer Wilhelm Schumacher und Fräulein Jungfleisch mit Schulklasse vor der Alten Schule in Marmagen um 1890

Obwohl schon 1798 die französische Regierung in den rheinischen Departements das Schulwesen verstaatlicht hatte, führte erst die Einführung der allgemeinen Schulpflicht 1825 durch die preußische Regierung zu ersten Veränderungen im Eifeler Schulwesen. In Marmagen wurde 1857 ein Neubau für eine Elementarschule errichtet und zunächst einklassig, ab 1867 zweiklassig geführt. Im Jahre 1879 besuchten 119 Marmagener Kinder die Schule, 60 in der Oberklasse, 59 in der Unterklasse. In der Schulchronik beklagen die ersten Lehrer den unregelmäßigen Schulbesuch der Kinder, die von ihren Eltern besonders im Sommer als Hilfskräfte in der Landwirtschaft gebraucht wurden.
Der Lehrer Wilhelm Schumacher (1860–1926), der 1884 sein Amt in Marmagen antrat, betreute seine Schüler auch noch als Lehrlinge und zog sie zu Sonderunterricht nach Feierabend und am Wochenenden heran. Auf diese Weise bereitete er sie auf die theoretischen Anforderungen der Gesellen- und Meisterprüfungen vor. In den 42 Dienstjahren des Lehrers wuchsen so mehrere Generationen gut ausgebildeter Bauhandwerker heran, die den Ruf Marmagens als Handwerkerdorf begründeten. Schumacher war Standesbeamter, Schiedsmann und Vorsitzender des Spar- und Darlehenskassenvereins, den er 1899 mitgegründet hatte.
Schwestern von der Genossenschaft der Armen Dienstmägde Christi gründeten 1914 eine Niederlassung in Marmagen und richteten eine ambulante Krankenpflegestation ein. Im selben Jahr genehmigte die Bezirksregierung in Aachen auf Antrag der Zivilgemeinde eine „Kleinkinder-Bewahranstalt“ und eine „Handarbeitsschule für schulentlassene Mädchen“. Dafür mietete die Gemeinde Räume im Obergeschoss der Dorfgaststätte an.
In die Aufbruchzeit zwischen 1880 und dem Ersten Weltkrieg wurden auch die ältesten Marmagener Dorfvereine gegründet. Der Pfarrer Matthias Joseph Kühlwetter rief 1889 den St. Cäcilien Kirchenchor ins Leben, der entsprechend der Zeit ein reiner Männerchor war. In Ermangelung von Frauenstimmen wurde um 1930 die Jungfrauenkongregation des Ortes vom Pfarrer komplett in den Kirchenchor abgeordnet und auf diese Weise einer der größten Chöre des Landkreises Schleiden gebildet.
1890 stellte die Gemeinde in Marmagen ein Brandcorps auf, eine Feuerlöschkompanie mit 36 Männern, aus der später die Freiwillige Feuerwehr Marmagen entstand. In diesen Jahren gründete sich ebenfalls der Junggesellenverein, der nach 1920 als Josefs-Verein mit regelmäßigen Theateraufführungen hervortrat. Aus diesem Verein ging im Jahre 1921 der Marmagener „Spielmannszug“ hervor. 1905 rief der Pfarrer Kremer die Laurentius Schützengilde ins Leben.

#### Kriegsfolgen
Im Ersten Weltkrieg war Marmagen Aufmarschgebiet zur Westfront. Ab 1911 wurden bei Manövern Soldaten des Deutschen Reiches in der Bürgermeisterei einquartiert, die damit völlig überlastet war. Der Ort blieb wie das ganze Rheinland von Kriegsschäden weitgehend verschont. Durch die sich verschlechternde wirtschaftliche Lage des Landes traten kritische Versorgungsengpässe auf. Notleidende Stadtbewohner kamen nach Marmagen, um sich auf dem Land durch „Hamsterkäufe“ mit Lebensmittel zu versorgen. Für das Jahr 1917 wird in Marmagen von einer Hungersnot berichtet, in deren Folge sich Diphtherie und Tuberkulose epidemisch ausbreiteten und zu Todesfällen führten.
Marmagen im Landkreis Schleiden gehörte zum Einzugsgebiet des III. Armee-Korps des Deutschen Reiches. Junge Marmagener, die für den Militärdienst „ausgehoben“ wurden, mussten sich am Bahnhof Kall den Streitkräften unterstellen. Für die 23 Soldaten aus Marmagen, die im Ersten Weltkrieg getötet oder vermisst wurden, errichtete die Gemeinde 1922 ein Kriegerdenkmal.
Nach dem Ersten Weltkrieg wurden im Rahmen von „Notstandsarbeit“, die mit Reichszuschüssen gefördert wurde, Baumaßnahmen durchgeführt, darunter die Erweiterung der Pfarrkirche (1923) und die Errichtung eines „Steigerturms“ für das Löschwesen (1927).

## Politik

### Wappen
| | Blasonierung: „Geteilt von Silber (Weiß) und Blau; oben ein linksgerichteter schwarzer Gitterrost, unten drei 2:1 gestellte goldene (gelbe) heraldische Lilien.“ |
| Wappenbegründung: Das 1956 vom nordrhein-westfälischen Innenminister verliehene Wappen, wurde bereits 1954 vom Gemeinderat beschlossen. Der Gitterrost ist das Attribut des Ortspatrons Laurentius; die Lilien sind Attribute des Schutzheiligen Potentinus von Steinfeld, der aus Aquitanien stammte. Der Abt des Klosters Steinfeld war bis zum Ende des Alten Reiches Grundherr über weite Teile Marmagens und hatte die Jurisdiktion inne. | |

## Sehenswürdigkeiten

Die Alte Schule wurde 1857 erbaut und bis 1955 als zweiklassige Volksschule genutzt. Fenster- und Türrahmen sind aus rotem Eifeler Sandstein gefertigt. Heute dient das Haus als örtliches Kommunikationszentrum mit Senioren-Begegnungsstätte.
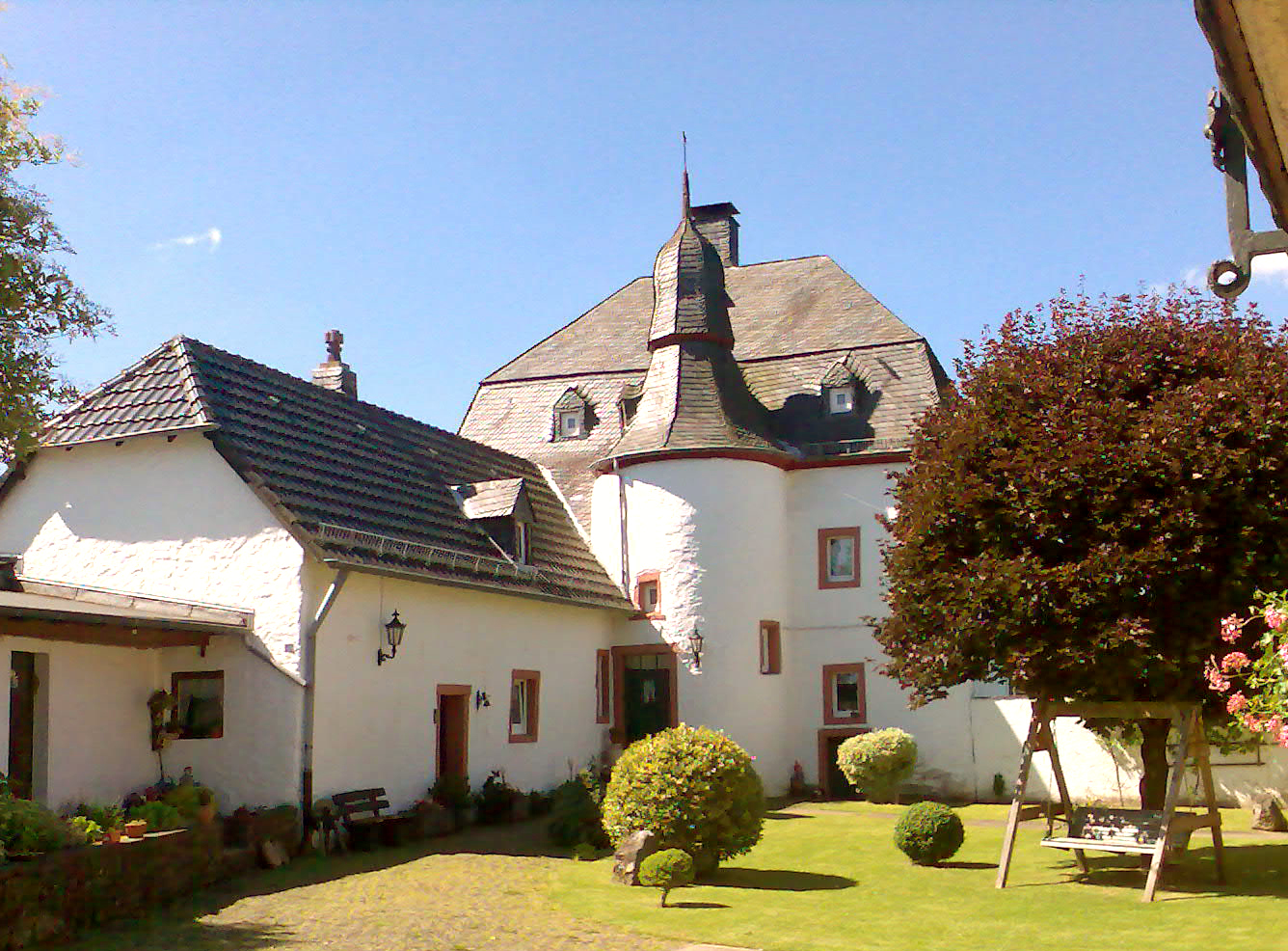
Die Alte Burg ist eine Burganlage aus dem Mittelalter, ehemals von Wassergräben umzogen. Von der ursprünglichen, einen Hof umschließenden vierseitigen Anlage sind nur noch das Burghaus und ein eingeschossiger Nebentrakt erhalten.
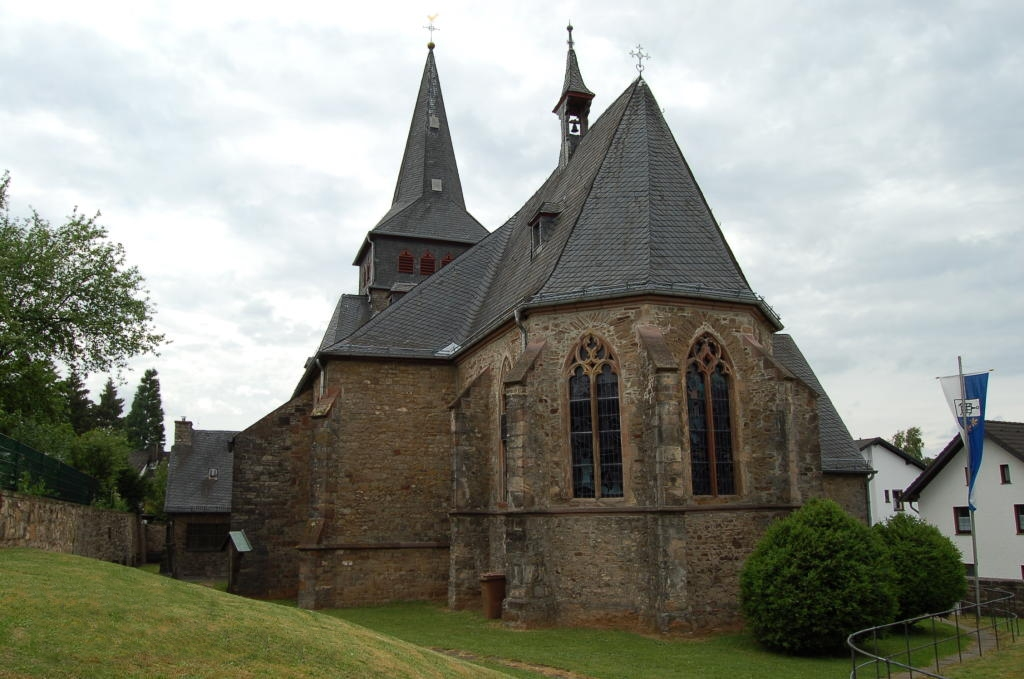
Die Kirche St. Laurentius stammt in ihren ältesten Teilen aus spätgotischer Zeit. Der Kirchenraum wurde um 1950 von Künstlern der Kölner Werkschulen umgestaltet und stellt einen der wenigen „modernen“ Kirchenräume der Eifel dar.
Die Villa Hubertus an der Kölner Straße ist ein herrschaftlicher Fachwerkbau aus dem Jahre 1917, der inmitten eines großzügigen Parks an der Kölner Straße liegt. Zuvor befand sich an diesem Platz das Sägewerk der Unternehmerfamilie Milz, die seit dem späten 19. Jahrhundert Hauptarbeitgeber in Marmagen war.
Das Hotel Eifeler Hof ist ein repräsentatives, zweigeschossiges Fachwerkhaus am Eiffelplatz aus dem Jahre 1901 im Stil der Ausflugslokale der Jahrhundertwende erbaut.
Der Steinfelder Gutshof, eine barocke Hofanlage aus dem 18. Jahrhundert, ist einer von mehreren Gutshöfen, die die Abtei Steinfeld in Marmagen besaß. Größe und Lage lassen vermuten, dass es sich hierbei um den Herrenhof handelte, in dem der Abt von Steinfeld als Marmagener Gerichtsherr Recht sprach und an den die zehntpflichtigen Marmagener Bauern ihre Abgaben am St. Martinstag zu liefern hatten.
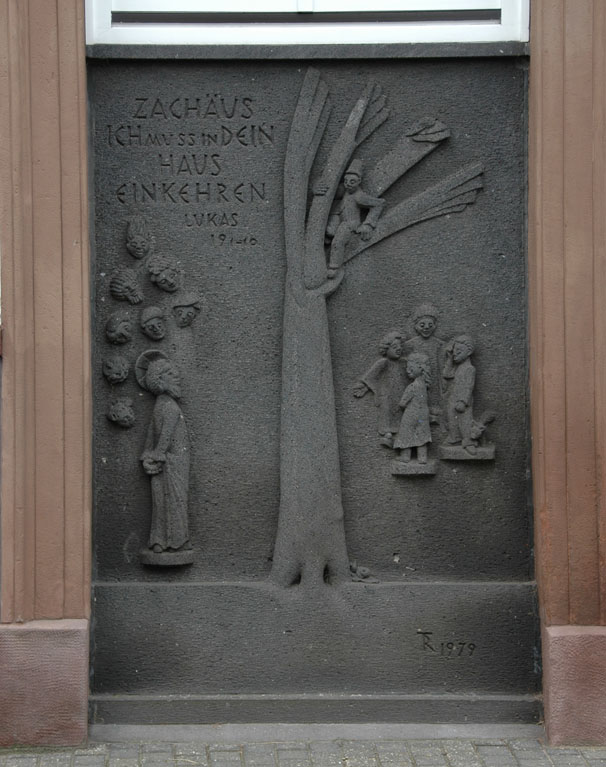
Die Zachäustafel, ein Basaltrelief an der Straßenfront des Marmagener Pfarrhaus an der Kölner Straße, ist ein frühes Werk des rheinischen Bildhauers Titus Reinarz. Es stellt im Stil einer Eifeler-Takenplatte die biblische Szene aus dem Lukas-Evangelium dar, in der der kleinwüchsige Zöllner Zachäus auf einen Baum klettert, um den vorbei ziehenden Jesus zu sehen (Lk 19,1–11).
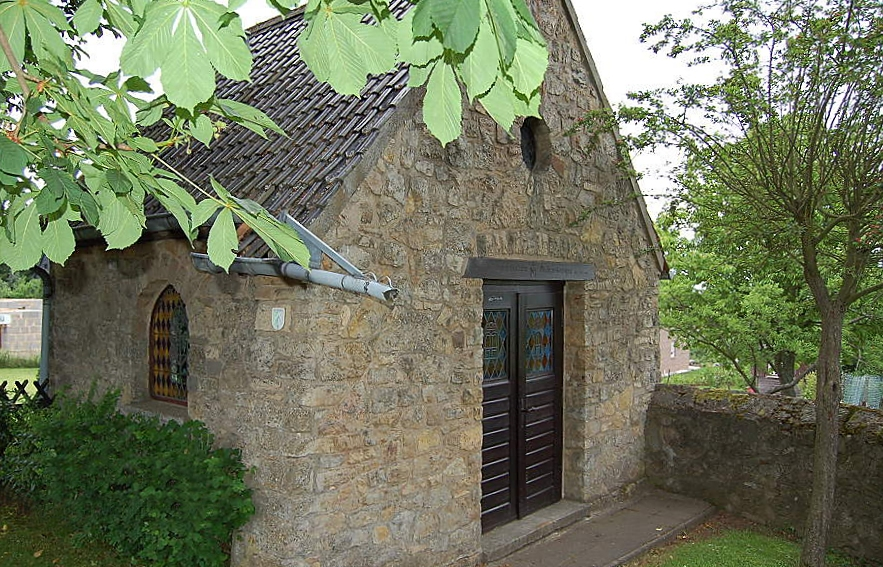
Die Marienkapelle ist eine bruchsteinerne Wegekapelle mit Ummauerung aus dem Jahre 1937 an der heutigen Kapellenstraße gelegen. Sie wurde von der Marmagener Familie Knoll als Dank für die Genesung von schwerer Krankheit erbaut.
Auf dem Friedhof befindet sich die Priestergruft von Marmagen. Hier liegen die Marmagener Pfarrer von 1799 an begraben. Die Grabplatte aus Basalt ist mit einem Relief in Form eines menschlichen Skeletts versehen. Das Grabmal wurde im Rahmen der Kirchenrenovierung in den 1960er-Jahren errichtet und ist ein Werk des rheinischen Künstlers Titus Reinarz.

## Kultur

Szene aus der Zauberflöten-Inszenierung 2002 von Igor Folwill in der Sport- und Festhalle Marmagen

### Marmagener Chorkonzerte
Die Marmagener Chorkonzerte sind eine seit 1992 bestehende Veranstaltungsreihe des Kirchenchores Marmagen mit geistlichen und weltlichen Chorkonzerten. Neben dem örtlichen Kirchenchor, der in diesem Rahmen mit Oratorien-Konzerten auftritt, sind renommierte Chor- und Instrumentalensembles aus den rheinischen Musikmetropolen zu Gast. Als Solisten wirkten unter anderem mit Kurt Moll, Hans Sotin, Béla Mavrák, Elena Fink und Adreaná Kraschewski. In Kooperation mit der Hochschule für Musik Köln wurden Lortzings Zar und Zimmermann, Mozarts Die Zauberflöte und Humperdincks Hänsel und Gretel in der Inszenierung des Kölner Regisseurs Igor Folwill in Marmagen aufgeführt, bei denen der Kirchenchor Marmagen den entsprechenden Chorpart ausführte. Die Marmagener Chorkonzerte werden von der Nordrhein-Westfalen-Stiftung Naturschutz, Heimat- und Kulturpflege und vom Landesmusikrat NRW gefördert.

### Kulturklinik Eifelhöhen
Ein Kulturprogramm mit jährlich etwa 250 Veranstaltungen bot die Eifelhöhen-Klinik AG in ihren Räumen für Patienten und Gäste aus der Region vor der Insolvenz. Das Angebot reichte von naturkundlichen Vorträgen, Reiseberichten, Kabarett- und Theateraufführungen bis hin zu Chor-, Solisten- und Orchesterkonzerten. Dabei wurden regionale Künstler und Ensembles, Volksmusikgruppen und Theatervereine einbezogen.

## Infrastruktur

### Wirtschaft

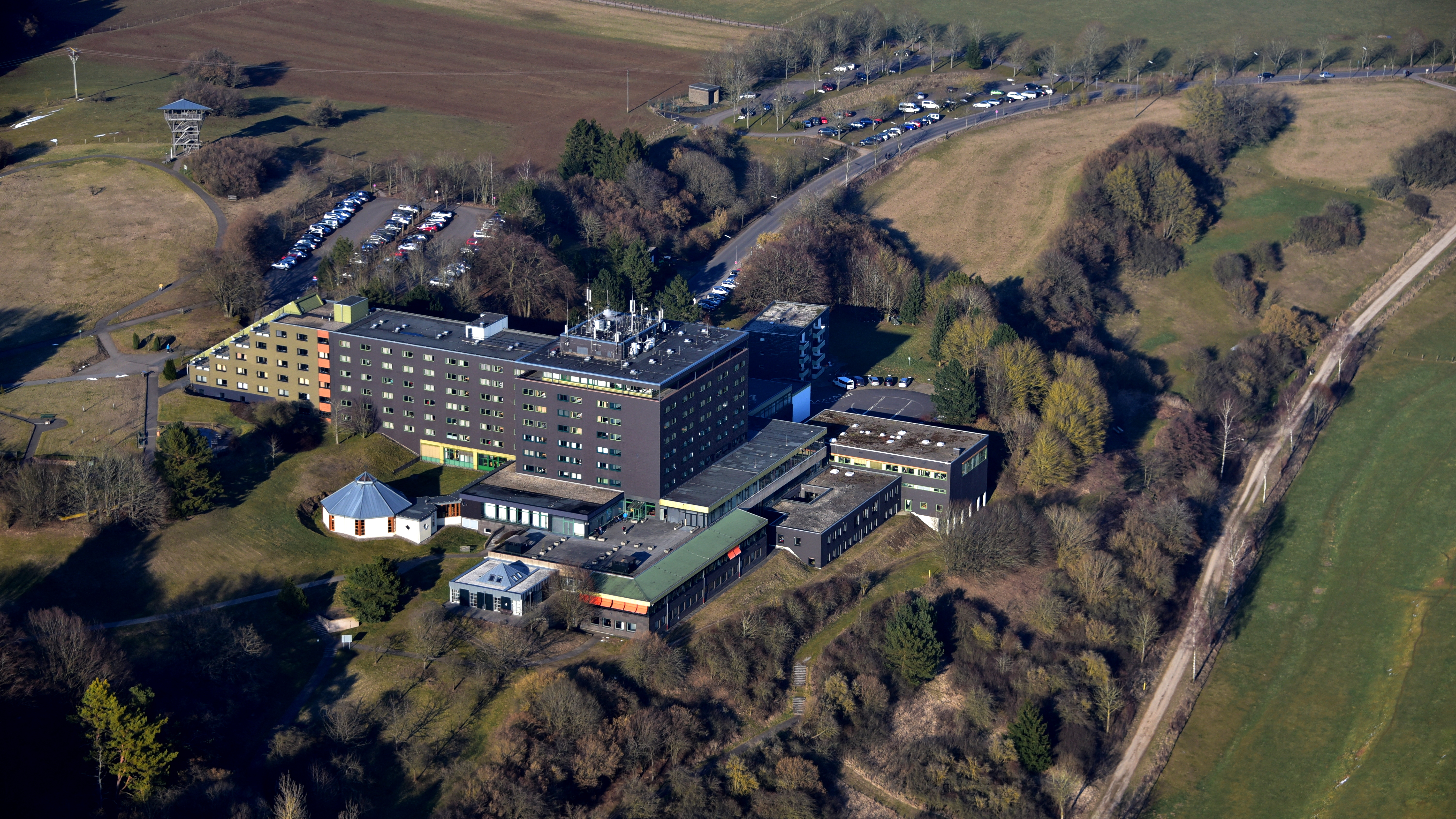
Eifelhöhenklinik, Luftaufnahme (2016)

Eifelhöhenklinik Marmagen von Süden

Marmagen ist ein altes Handwerkerdorf mit dem Schwerpunkt im Baugewerbe. Zahlreiche Stuckateur-Betriebe, traditionell als „Märmarener Pützer“ bekannt, sind überregional tätig. Ein Schreinerei-Betrieb kann auf mindestens 170 Jahre Bestand in Marmagen zurückblicken.
Die Marmagener Handwerks- und Gewerbebetriebe bieten 80 Arbeitsplätze. Im Handels- und Dienstleistungssektor gibt es weitere 500 Arbeitsplätze.
In den letzten Jahren haben sich neue Unternehmen aus dem Informationstechnologie- und Medienbereich angesiedelt.
Größte Arbeitgeberin war die Eifelhöhen-Klinik, die auf einem Hang im Norden des Eifeldorfes liegt.  Sie ging als eine der ersten Kliniken in Deutschland an die Börse. Im Rahmen eines Insolvenzverfahrens wurde die Klinik nach zwischenzeitlicher Schließung wegen Hygienemängeln am 21. Januar 2020 endgültig geschlossen.
Daneben befinden sich in dem 1700 Einwohner zählenden Ort niedergelassene Ärzte für Allgemein- und Zahnmedizin, Tierarzt, Apotheke, zwei Praxen für Physiotherapie und ein Krankentransportunternehmen, eine Rechtsanwalts-Praxis und zwei Bankfilialen, dazu zahlreiche Einzelhandelsgeschäfte, ein Reisebüro und eine Tankstelle.

### Verkehr
Marmagen ist der westlichste Ortsteil der Gemeinde Nettersheim. In der Nähe liegen die Eifelorte Blankenheim (10 km), Schleiden (18 km), Bad Münstereifel (18 km), Kall (10 km) und Mechernich (19 km).
Über die L 204 (Schmidtheim – Kall) sind von Marmagen aus die Bundesstraßen 258 (Blankenheim–Schleiden) und 51 nach Trier erreichbar. Die L 205 bindet Marmagen über die Anschlussstelle 113 (Nettersheim) an die Bundesautobahn 1/E 29 (7 km) an. Über diese Verbindung sind die Kreisstadt Euskirchen (30 km) und die Oberzentren Köln (65 km) und Bonn (73 km) zu erreichen.
Der nächste Bahnhof ist Nettersheim (3 km) an der Eifelstrecke Köln–Trier. Hier verkehren jeweils im Zweistundentakt der Eifel-Mosel-Express Köln–Euskirchen–Gerolstein–Trier und der Eifel-Express Köln–Euskirchen–Gerolstein mit Durchbindung nach Trier. Im Berufsverkehr verkehrt zusätzlich stündlich die Eifel-Bahn Köln–Euskirchen–Gerolstein.
In Marmagen befinden sich vier Bushaltestellen, die von der RVK bedient werden. Die VRS-Buslinien 820 und 886, die überwiegend als TaxiBusPlus nach Bedarf verkehren, stellen den Personennahverkehr mit den angrenzenden Orten sowie Nettersheim, Zingsheim und Kall sicher. Zusätzlich verkehrt an Wochenenden von April bis Oktober ein Wanderbus als Linie 770 von Kall nach Blankenheim und Mirbach.
| Linie | Verlauf |
| ----- | --- |
| 770   | Wanderbus (nur samstags, sonn- und feiertags von April bis Oktober): Kall Bf – Urft Bf – Steinfeld – Nettersheim Bf – Marmagen – Blankenheim (Wald) Bf – Blankenheim Busbf – Blankenheim Rathaus – (Ripsdorf ← Alendorf ←) Mirbach |
| 820   | MiKE (außer im Schülerverkehr): Bouderath – Roderath – Frohngau – Holzmülheim – Buir – Tondorf – Engelgau – Zingsheim – Nettersheim Bf – Marmagen – Bahrhaus                                                                       |
| 886   | MiKE (außer im Schülerverkehr): (Blankenheim-Wald – Milzenhäuschen –) Marmagen – Wahlen – (Diefenbach – Steinfelderheistert – Gillenberg –) Steinfeld – Urft Bf – Sötenich – Kall Bf                                               |

Bedingt durch die Nordhang-Lage des Haufendorfes, weisen die Nord-Süd führenden Straßen eine Steigung zwischen 6 % und 10 % auf. Die Hauptstraße des Ortes ist die 2,4 km lange „Kölner Straße“, die den Ort in Schlangenlinie von Norden nach Süden durchzieht und dabei 90 Höhenmeter überwindet. An ihr liegen Kirche, Gemeinschaftshäuser, Gaststätten und Einzelhandelsgeschäfte.
Ortszentrum bildet der „Eiffelplatz“, ein terrassenförmig angelegte Dorfplatz, der in den 1960er Jahren mit Musikpavillon und Springbrunnen erbaut wurde. Er wurde benannt nach dem französischen Ingenieur und Eiffelturm-Erbauer Alexandre-Gustave Eiffel (1832–1923). (siehe Abschnitt Gustave-Eiffel-Vorfahren) Auf der teilweise als innerörtlicher Parkplatz benutzten Verkehrsfläche finden Großveranstaltungen wie Kirmes und andere Dorffeste statt.

### Bildungs- und Kultureinrichtungen
Die Grundschule Marmagen ist eine zweizügige Gemeinschafts-Grundschule (GGS) in der Trägerschaft der Gemeinde Nettersheim. Zu ihrem Einzugsgebiet gehört auch der Nachbarort Nettersheim. Die Schule ist ausgestattet mit einem Lehrschwimmbecken, einem Sportplatz und einem Abenteuerspielplatz.
Das Schulprogramm umfasst Schülerbetreuung im Rahmen des NRW-Schulprojektes Schule von 8 bis 13 Uhr für Kinder berufstätiger Eltern und sonderpädagogische Fördermaßnahmen nach dem NRW-Förderkonzept Gemeinsamer Unterricht.
Der Schülertransport zu den weiterführenden Schulen, der Hauptschule in Nettersheim (3 km), Realschule Blankenheim (8 km), Gymnasium Steinfeld (3 km) und Schleiden (18 km), sowie zum Berufskolleg Eifel in Kall (10 km) erfolgt mit dem Linienbus.
Das Marmagener Jugendhaus ist ein zum Kommunikations- und Veranstaltungshaus umgestaltetes ehemaliges Lehrerhaus. Angeleitet von einer Gemeinde-Sozialarbeiterin wird dieses Jugendheim von den Jugendlichen des Ortes weitgehend selbst verwaltet und erhalten.

### Kirchliche Einrichtungen
Die katholische Pfarrkirche St. Laurentius mit 300 Sitzplätzen ist der Mittelpunkt der katholischen Pfarrgemeinde Marmagen, der 82 % der Marmagener Bevölkerung angehören. Die Pfarrei gehört zur Gemeinschaft der Gemeinden Hl. Hermann-Josef Steinfeld. Andere Konfessionen haben in Marmagen kein Gotteshaus.
Der Kindergarten der Katholischen Pfarrgemeinde Marmagen ist eine Einrichtung mit zwei Gruppen in Ganztagsbetreuung. Sie steht nichtkatholischen Kindern offen. Das Gebäude wurde 1993 im Kirchengarten errichtet.
In den 1960er-Jahren wurde von der Pfarrgemeinde Marmagen eine Mehrzweckhalle neben der Kirche erbaut. Wochentags diente sie als Turnhalle dem Schul- und Vereinssport. An den Wochenenden betrieb der Marmagener Pfarrer darin ein Kino, die Pfarrlichtspiele Marmagen, die dem kommerziellen Filmverleih angeschlossen waren. 1982 wurde der Kinobetrieb eingestellt und der Raum als Sporthalle und Festsaal für örtliche Veranstaltungen wie Konzerte, Ausstellungen und Basare genutzt.
Die „Alte Schule“ wurde 1989 von der Katholischen Pfarrgemeinde Marmagen erworben und als Begegnungsstätte umgebaut. In dem 1857 erbauten Schulgebäude war bis zum Neubau der Marmagener Grundschule 1955 eine zweiklassige Volksschule und eine Lehrerwohnung untergebracht. Danach war sie als Wohn- und Geschäftshaus vermietet. Nach der Restaurierung wurde in ihren Räumen ist eine Senioren-Begegnungsstätte eingerichtet. Hier finden Kurse der Volkshochschule Nettersheim und allgemeine Informationsveranstaltungen statt. Daneben steht die „Alte Schule“ den Ortsvereinen als Versammlungs- und Probenraum zur Verfügung. Die Gemeinde Nettersheim unterhält im Haus die Tourist-Information-Marmagen.

### Sport- und Freizeiteinrichtungen
Die Sportanlage in Marmagen ist eine Einrichtung des Sportvereins SG Sportfreunde 69 Marmagen-Nettersheim, des mitgliederstärksten Sportvereins im Kreis Euskirchen. Sie besteht aus mehreren Spielfeldern unterschiedlicher Ausstattung und Größe und den dazugehörenden Mannschaftsräumen. Eine Beachvolleyball-Anlage kam 2002 dazu.
Schützenhaus und Schützenplatz wurden von der Marmagener St. Laurentius Schützenbruderschaft erbaut. Die im Holzbau überdachte Anlage liegt ortsnah am Waldrand. Sie umfasst das Vereinshaus der örtlichen Schützenbruderschaft, eine Schießsportanlage und einen Biergarten. Hier findet das Marmagener Schützenfest am zweiten Sonntag im Monat Juli statt. Daneben wird die Anlage für privaten Familien- und Vereinsfeiern vermietet.
Der Modellflugplatz Marmagen liegt außerhalb des Wohngebietes in der Flur Finschleiden. Er wird von der örtlichen Modellfluggruppe betrieben. Das etwa 7000 m² große Start- und Landeterrain ist für alle Modellflugzeugtypen zugelassen.
Für den Skilanglauf ist zwischen den Nachbarorten Marmagen und Nettersheim ein ausgeschildertes System von Loipen mit einer Länge von 8 km eingerichtet, das in den Schneemonaten regelmäßig nachgespurt wird. Bei entsprechender Witterung ist der Hermann-Löns-Weiher im Marmagener Bachtal für den Schlittschuhlauf freigegeben.
Der Laurentiusgarten ist eine Grünanlage mit Lauben und Ruhebänken in der Ortsmitte. Sie dient als Bürgertreffpunkt und Ruhezone. Für Kinder bis 14 Jahren gibt es in Marmagen mehrere Spiel- und Bolzplätze.

### Naturerlebnisgebiet Marmagen
Marmagen ist umgeben von einem gekennzeichneten Netz ortsnaher Wanderwege mit Ruhebänken, Unterständen, Hütten und Grillplätzen. Es wird von der Gemeinde Nettersheim unter Mitarbeit der Ortsgruppe Marmagen des Eifelvereins e. V. Düren unterhalten und gepflegt.

#### Aussichtsturm Eifel-Blick

Aussichtsturm Eifel-Blick auf dem Mühlenberg bei Marmagen

Der Aussichtsturm „Eifel-Blick“ mit einer Höhe von 14 m liegt auf dem Gelände der Eifelhöhenklinik am Mühlenberg (546 m ü. NN) in Marmagen. Er bietet einen 20 km weiten Rundumblick über den Naturpark Hohes Venn-Eifel, mit Kloster Steinfeld, den Dörfern Wahlen (Kall), Zingsheim und Marmagen, bis zum Höhenzug Kermeter im Nationalpark Eifel und zum Michelsberg bei Bad Münstereifel. Der Turm wurde von der Projektinitiative „Eifel-Blicke“ des deutsch-belgischen Naturpark Hohes Venn-Eifel errichtet.

#### Barrierefreier Landschaftspfad

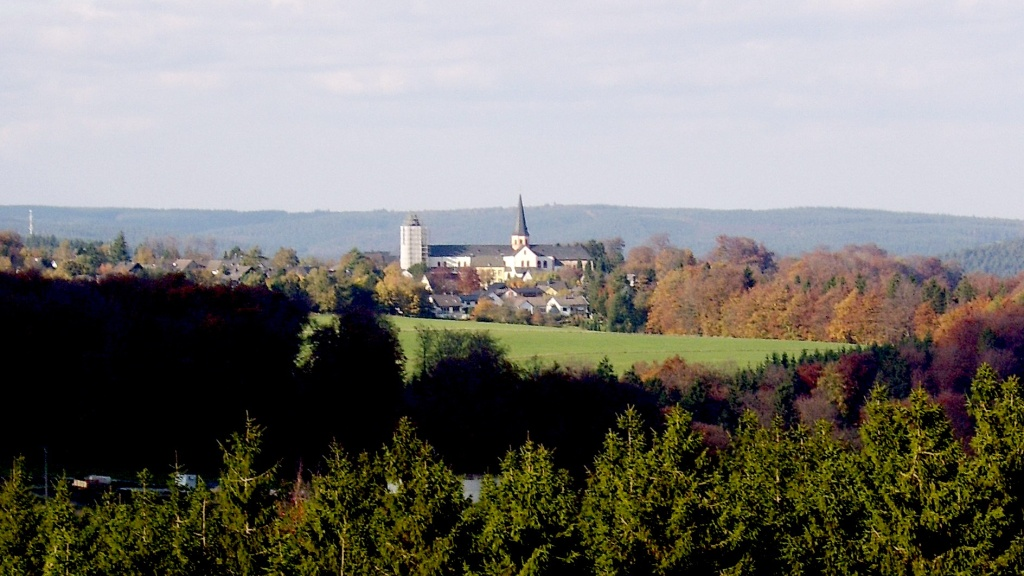
Blick auf Kloster Steinfeld vom Aussichtspunkt am Barrierefreien Landschaftspfad

Am Aussichtsturm „Eifel-Blick“ beginnt der „Barrierefreie Landschaftspfad“ Marmagen, der für Menschen mit Behinderungen geschaffen wurde. Der durchgängig stufenlose Pfad wurde in Rundkursen mit verschiedenen Steigungen angelegt. An zwölf Themen-Stationen werden exemplarische Zugänge zum Natur- und Kulturraum der Kalkeifel angeboten und die eifeltypische Pflanzen- und Tierwelt unter Einbeziehung von Tast-, Geschmacks- und Dufterlebnissen erfahr- und begreifbar gemacht. Dazu gehören ein historischer Bauerngarten, ein Lehrteich, Insektenmodelle, römische Steindenkmäler, Skulpturenpark und Klanghölzer, so wie ein barrierefreier Aussichtspunkt mit Blick auf das Kloster Steinfeld.
Der Landschaftspfad ist an der behindertengerechten Versorgungsstruktur der Eifelhöhenklinik (WC-Anlage, Café) angeschlossen; Parkplätze, Café-Restaurant und behindertengerechten WCs sind kostenlos für jedermann zugänglich. Bei Bedarf werden Führungen über den Erlebnispfad angeboten. Unter den über dreißig behindertenspezifischen Angeboten der Projektinitiative „Barrierefreie Eifel“ des Deutsch-Belgischen Naturparks ist der Marmgener Landschaftspfad das umfangreichste.

#### Eifeler Quellenpfad
Von Marmagen aus geht die dritte Etappe des Eifeler Quellenpfades, einem gekennzeichneten Wanderweg, der zu den Quellen der Eifelflüsse Kyll, Ahr, Erft und Urft (Fluss) führt. Der 68 km langer Rundwanderweg verläuft von Kronenburg über Ripsdorf nach Blankenheim, von dort durch das Haubach- und Urfttal nach Nettersheim und Marmagen sodann über Schmidtheim zurück nach Kronenburg und erschließt die am Wege liegenden zahlreichen Natur-, Bau- und Bodendenkmäler der nördlichen Kalkeifel. Die Eifel-Quellenwanderung wird als dreitägige „Rundwanderung ohne Gepäck“ unter Einbeziehung der einheimischen Gastronomie und Beherbergungsbetriebe touristisch vermarktet.

## Persönlichkeiten

### Gustave-Eiffel-Vorfahren

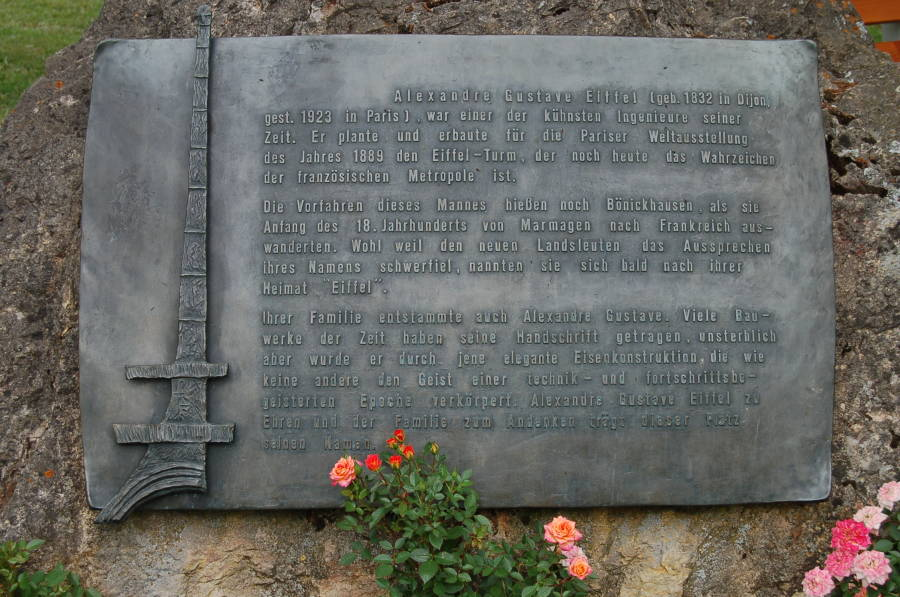
Gustave-Eiffel-Gedenkstein am Eiffelplatz

Nach Angaben französischer Eiffel-Biographen ist der älteste bekannte Vorfahre des französischen Ingenieurs und Eiffelturm-Erbauers Alexandre Gustave Eiffel der Schulmeister Leo Heinrich Bönickhausen, der von 1673 bis 1679 in Aremberg und von 1680 bis 1695 in Marmagen tätig war. Sein in Marmagen geborener Sohn, Wilhelm Heinrich, so die weit verbreitete, aber unbewiesene Darstellung, soll um 1700 nach Paris ausgewandert sein, seinen Vornamen geändert und seinem Familiennamen „Bönickhausen“ den Zusatz „Eiffel“ hinzugefügt haben.
Seit Bekanntwerden dieser vermuteten Beziehung in den siebziger Jahren des vorigen Jahrhunderts unterhält die Familie der Eiffel-Nachfahren freundschaftliche Beziehungen zu Marmagen. Gustave Eiffel selbst ließ den deutschsprachigen Namensteil „Bönickhausen“ im Jahre 1888 noch vor der Eiffelturm-Eröffnung gerichtlich löschen.

### Weitere Persönlichkeiten, Töchter und Söhne

Joseph Lemling – Selbstporträt um 1860

- Johannes Remelinckhausen (vor 1994–1520), Dechant des Eifeldekanates und Verfasser der „Statua synodalia“ 1513
- Petrus Marmagen († 1604), Abt des Prämonstratenserstiftes Arnstein an der Lahn
- Petrus Bodenheim (1652–1688), Prior des Klosters Niederehe
- Johannes Liessem (1637–1698), Prior der Abtei Steinfeld
- Johann Marmagen († 1640), Franziskaner und Wohltäter des Collegialstiftes Carden/Mosel
- Leo Heinrich Bönickhausen (vor 1673–nach 1707), ältester bekannter Vorfahre des französischen Eiffelturm-Erbauer Alexandre Gustave Eiffel.
- Joseph Lemling (1825–1894), Fotograf und Pionier der Fototechnik
- Peter Thurn (* 1920), Mediziner, Professor für Röntgenologie und Strahlenheilkunde sowie Klinikdirektor
- Peter Milz (1934–1986), Bundestagsabgeordneter
- Clemens Pick (* 1947), Landtagsabgeordneter
- Georg A. Poensgen (* 1964), Architekt und Hochschullehrer